# Gáborjánháza
Gáborjánháza là một thị trấn thuộc hạt Zala, Hungary. Thị trấn này có diện tích 5,07 km², dân số năm 2010 là 75 người, mật độ 15 người/km².